# 黑吸口魚
黑吸口魚（學名：Moxostoma cervinum），為輻鰭魚綱鯉形目亞口魚科的其中一種，為溫帶淡水魚，分布於北美洲美國維吉尼亞州的詹姆士河到北卡羅萊納州的Neuse河流域，體長可達19公分，棲息在岩石底質且流動快速的中小型河川底層水域，生活習性不明。